# Música folclórica de México

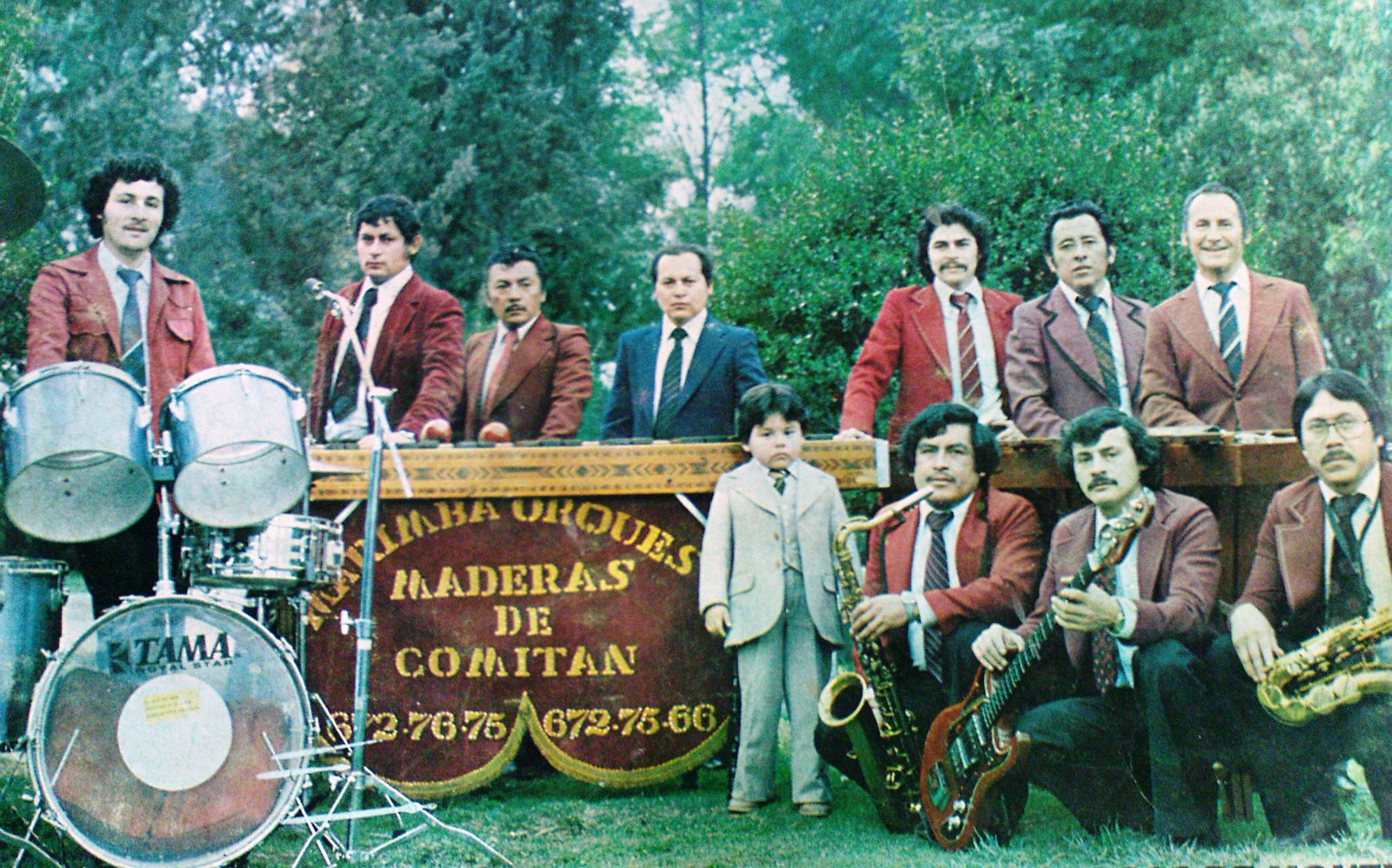
Marimba orquesta mexicana.

La música folclórica de México es una manifestación que es fruto del mestizaje que se dio entre las muchas tradiciones europeas, americana y africana, entre otras. La música Mexicana es sumamente variada e incluye diversos estilos determinados por la región geográfica de proveniencia. Algunas de las canciones tradicionales de México son conocidas por el mundo. Se ejecutan varios tipos de instrumentos musicales de origen mestizo.

## Origen del términofolklore

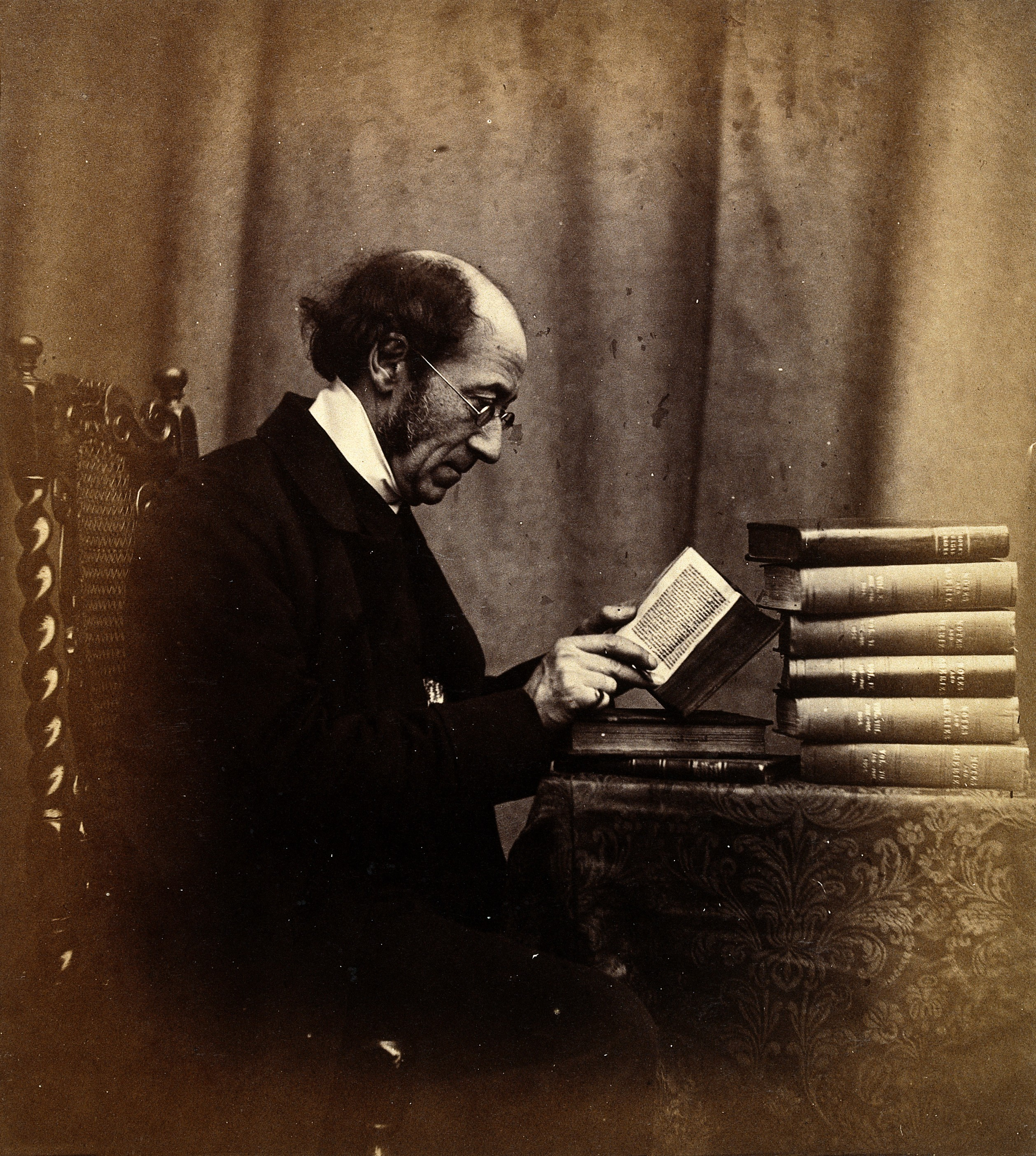
William John Thoms.

El folclore nació a mediados del siglo XIX. El erudito inglés William John Thoms propuso el término de la palabra el 22 de agosto de 1846 para hacer referencia a las antigüedades populares del saber tradicional. Fueron dos los movimientos culturales que impulsaron el surgimiento del folclore: el romanticismo y el pueblo como sociedad. Ambos movimientos enaltecieron la sensibilidad artística del pueblo, el cual se percibió como un nuevo protagonista inmerso en temas para expresar. p
En México el folclore penetró a finales del siglo XIX. En el año de 1885, Joaquín García Icazbalceta pronunció un discurso en la Academia Mexicana de la Lengua en donde define el folclore como " la expresión de los sentimientos del pueblo en forma de leyendas o cuentos, y particularmente en coplas o cantarcillos anónimos, llenos a veces de gracia y a menudo notables por la exactitud o profundidad del pensamiento".
Sin embargo, hasta los primeros años del siglo XX es cuando aparecen los primeros esfuerzos para promocionar la investigación folclórica en México. En las primeras décadas se puede encontrar la participación de Valentín F. Frías quien publicó leyendas y tradiciones queretanas, también se encuentra Nicolás León quien fue un notable precursor del folclore.
Durante la siguiente década (1920-1930) aparecieron publicaciones dedicadas al folclore, estimulando así el interés y publicaciones de libros como lo fue El folklore y la música mexicana, editado por las Secretaría de Educación Pública (SEP) en el año de 1928 bajo el gobierno de Plutarco Elías Calles.
El sentimiento nacionalista que creció durante las siguientes décadas, hasta el gobierno de Lázaro Cárdenas del Río (1934-1940) representó gran importancia en el desarrollo del folclore como objeto de estudio, ya que recibió recursos por parte del gobierno para desarrollar investigación así como un mejor desarrollo artístico.

## Música prehispánica

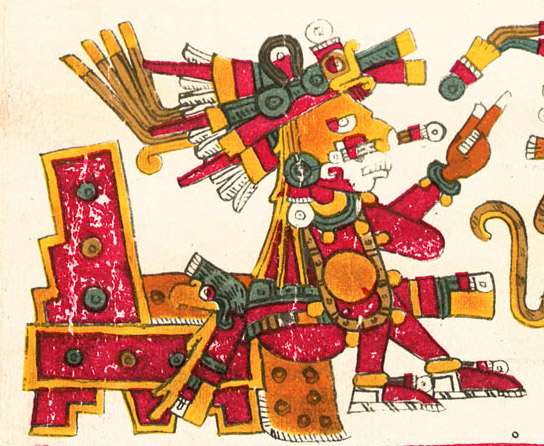
Xochipilli, deidad mesoamericana de la música y la danza.

Se sabe muy poco de la música prehispánica de México, aunque son abundantes los grupos que reivindican esa tradición a lo largo de todo el país.
Los indígenas carecían de instrumentos de cuerda entre otros, y su música estaba basada en percusiones e instrumentos de viento. Existen muy pocas referencias históricas y arqueológicas que permitan siquiera adivinar el tipo de música que cultivaban los indígenas antes de la llegada de los españoles, sin embargo se presume que era de tipo imitativa y guerrera, es decir que buscaban recrear los sonidos de la naturaleza con los instrumentos que fabricaban con barro, carrizo, pieles y demás, así como ritmos que acompañaban las danzas guerreras y rituales.
Del último período de la civilización mesoamericana se sabe que existía una deidad patrona del canto, la música y el juego. Su nombre era Xochipilli, el Príncipe Flor.
Actualmente se ha llevado a la música prehispánica al plano de la música etnoelectrónica, en la que prevalece la fusión de los instrumentos autóctonos con ritmos modernos como el house y el minimal, tal como lo hace el colectivo Wicholly Broders y Zompantli.
En el tiempo actual algunos compositores han utilizado instrumentos prehispánicos tal es el caso de Carlos Chávez en la sinfonía india y en el ballets se han utilizado también para reconstruir sonidos de la música.
Los instrumentos estaban hechos de carrizo, madera, caparazones de tortugas, estos eran algunos materiales utilizados.

## Música post-hispánica indígena
La música interpretada por pueblos indígenas en la república mexicana, posee influencias de la música europea y mestiza, como el uso de los instrumentos de cuerdas, de tambores con amarre de cuerda, y el uso de acordes. Un ejemplo instrumentístico es la unidad tamboril-flauta, donde el ejecutante toca la flauta con una mano y el tambor con la otra mano, cuya tradición la introdujeron los españoles en el siglo XVII. En la época prehispánica, el flautista y el tamborero tocaban por separado. También existen los duetos flautista y tamborero, similares a los de la música mestiza y música europea tradicional.

## La música y las tradiciones
El uso de la música es una característica esencial, sobre todo en las fiestas religiosas, aunque su uso no se limita a ellas, sino también al esparcimiento y goce del espíritu. En unas y otras ocasiones representan un papel de importancia, ya que todas las veces que en ellas se cantaban las tradiciones de hechos remotos protagonizadas por ciertas tribus describían acontecimientos importantes como lo podían ser: cataclismos producidos por la naturaleza, epidemias, guerras, victorias y fracasos, hechos hazañosos de ilustres antepasados, entre otros.

## Música mestiza
Internacionalmente conocido es el conjunto del mariachi, asociado a las grandes figuras de la "canción mexicana" ranchera, que tuvo su período de florecimiento entre las décadas de 1940 a 1970. Es un caso muy interesante pues un conjunto típico regional se convirtió en un símbolo nacional.

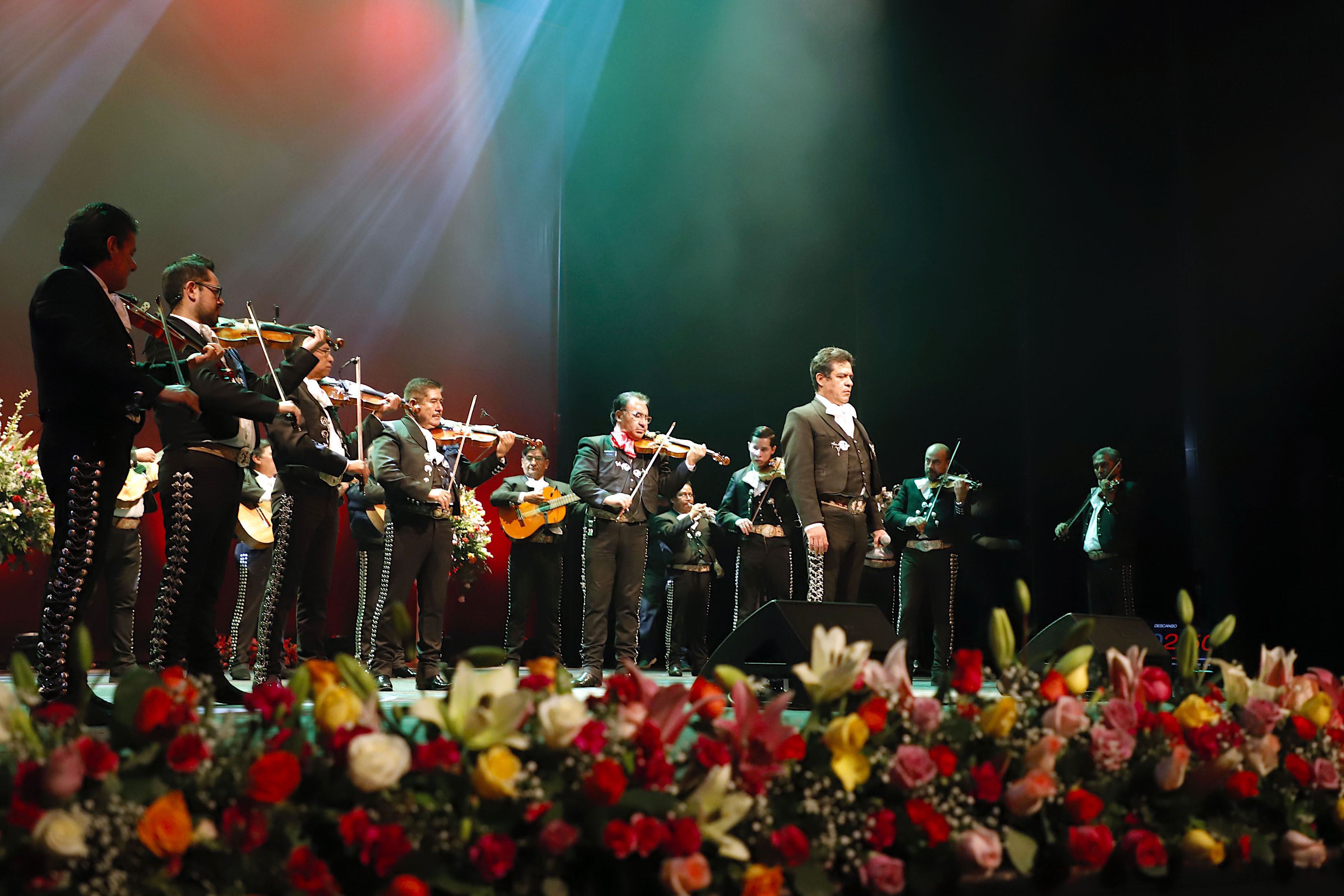
Mariachi en el Teatro de la Ciudad Esperanza Iris, en Ciudad de México.

El Mariachi  es originario del occidente de México, específicamente de los estados de Nayarit, Colima y Jalisco, que se disputan su paternidad. Lo cierto es que en un principio, el mariachi era una orquesta popular e indígena, y su indumentaria nada tenía que ver con la del charro (es decir, el traje de los ricos hacendados ganaderos) e interpretaban los "sones de mariachi". Una nota interesante es que estos conjuntos musicales arribaron a la Ciudad de México antes que a la capital de Jalisco. A partir de la primera década del siglo XX comienzan a transformarse: visten el traje de charro (mismo que ya usaban las orquestas típicas desde el Porfiriato), y amplían su repertorio con piezas de diferentes regiones de la República: sones abajeños, jarabes, corridos, huapangos y canciones bravías, al estilo de Lucha Reyes. También añadieron la trompeta como instrumento imprescindible.
Con el auge del cine mexicano las películas de Tito Guízar, Jorge Negrete, Pedro Infante y Javier Solís, dieron a conocer el mariachi así como un México rural idealizado.
El son es una música en la cual se mezclan las influencias indígenas, españolas y africanas, incluso asiáticas en algunos casos. Se trata de un género con ritmo de 6/8, cuya instrumentación varía de región en región. Un conjunto de sones es denominado jarabe, y de este tipo, existen los jarabes Tapatío, Mixteco, del Valle, Tlaxcalteca, Michoacano, etc. Además de los ya señalados sones de mariachi, hay son jarocho, huapango, son abajeño y muchos más. Géneros de aparición más tardía son la jarana y la trova yucateca, que se cultivan en la península de Yucatán, y que recibieron influencia caribeña (especialmente del son cubano) e incluso andina (bambuco colombiano); la chilena, originaria de los estados de Guerrero y Oaxaca, y que recibió la influencia de la cueca chilena y la marinera peruana. Así mismo, surge la rondalla, en las clases sociales estudiantiles populares urbanas, en aquellas que no podían adquirir los instrumentos de la estudiantina.

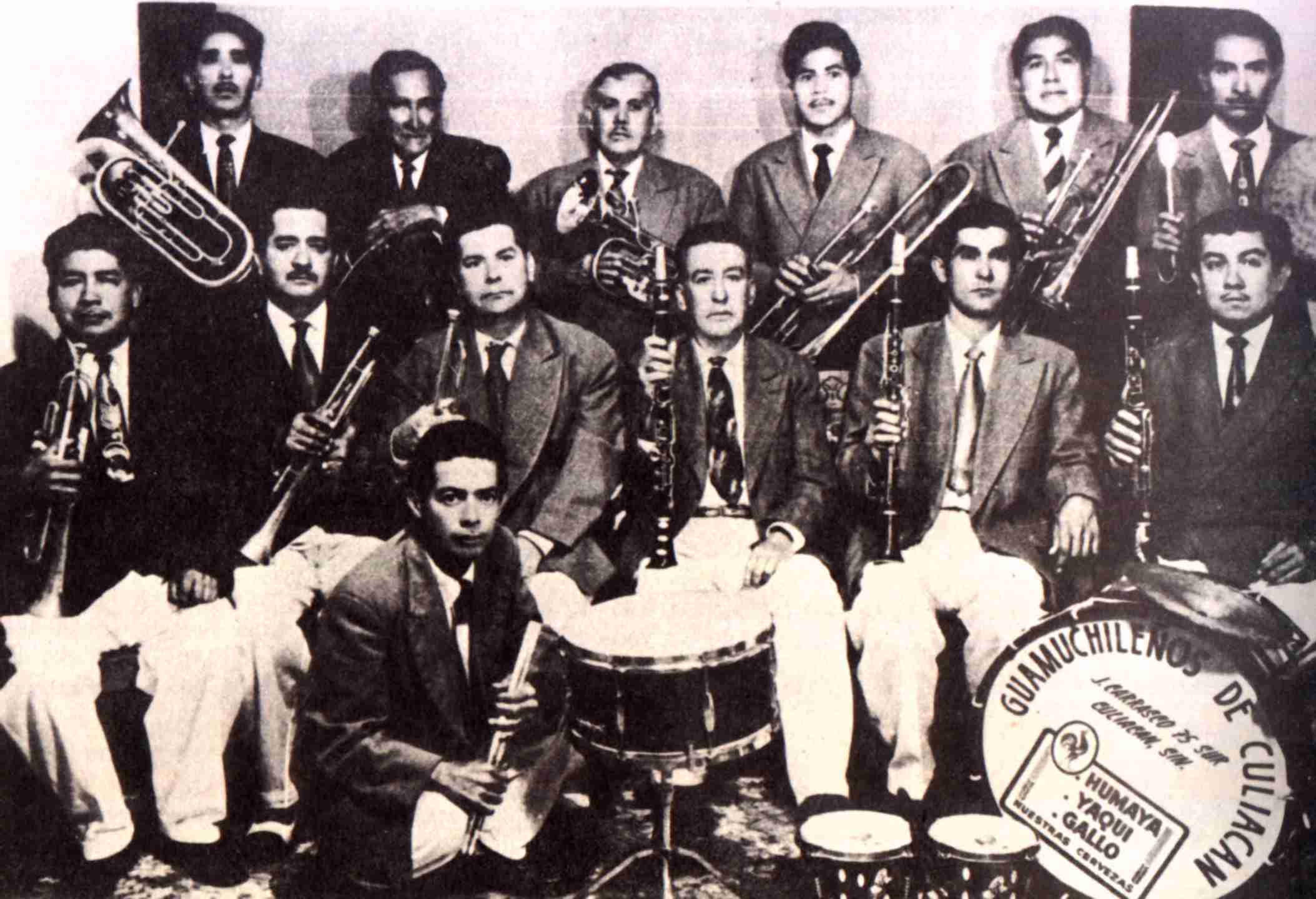
Banda sinaloense.

La Banda Sinaloense o Tambora Sinaloense es un tipo de ensamble musical, de género musical tradicional y popular, el cual es culturalmente establecido a principios de los años veinte en el Estado de Sinaloa, región norte occidente de México. Es un género con remanentes europeos al estilo organológico de la fanfárria europea, interpreta un repertorio variado en las formas musicales, en el que predominan sones tradicionales, rancheras, corridos, polkas, valses, mazurcas, chotis, todo ello adaptado a la sensibilidad de los habitantes de esta región mexicana; además de música popular como balada romántica y cumbia.
A finales del siglo XIX, en todas las regiones de México existían ensambles de instrumentos de viento y piano, que tocaban en regimientos militares, fiestas de pueblo y procesiones religiosas, añadiéndose a los ensambles los últimos instrumentos de aleaciones de metal.

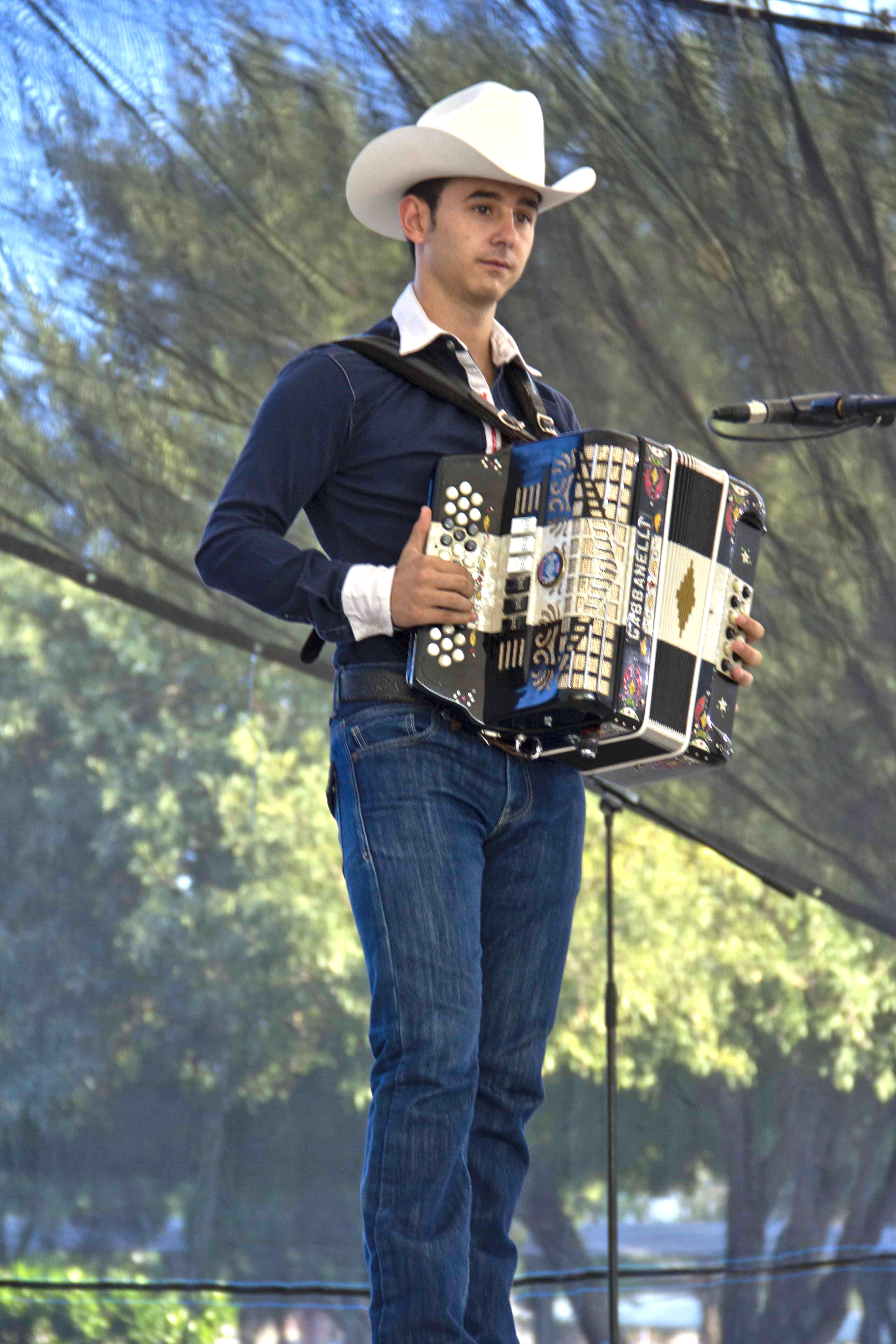
Hombre tocando acordeón interpretando música norteña en Monterrey.

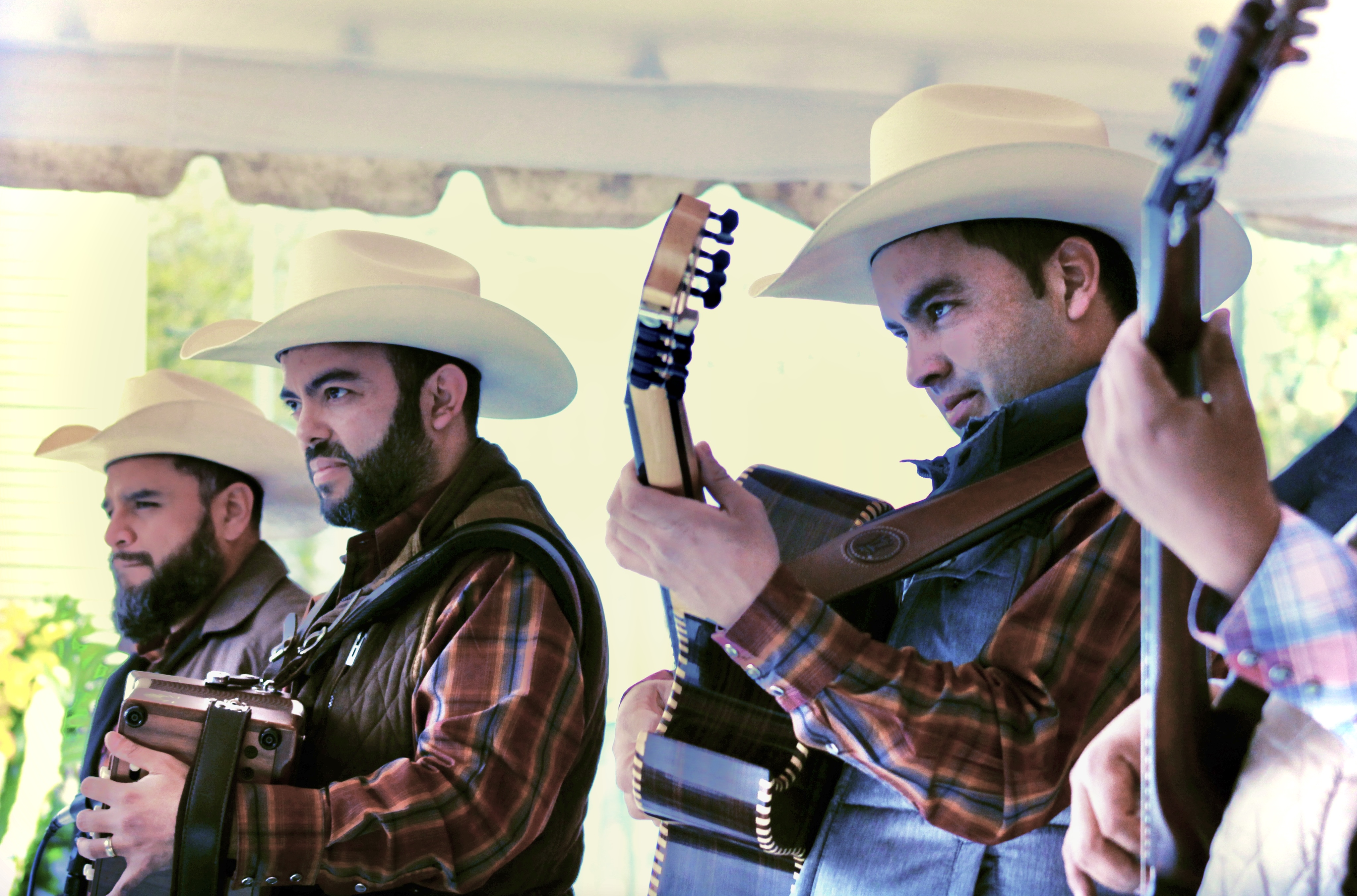
Grupo esencias, conjunto musical folclórico del noreste de México.

La música norteña es un género de música folclórica y popular de México, interpretado por un conjunto norteño, que consiste en una instrumentación de acordeón y bajo sexto (en algunas regiones conocida como fara-fara), con adición de contrabajo (conocido en México también como tololoche), también incluye tarola y ocasionalmente, saxofón. A menudo conjuntos más modernos suelen emplear batería y bajo eléctrico en lugar del tradicional contrabajo y tarola. Algunos de los grupos más conocidos de este género musical son: Ramón Ayala, Los Cadetes de Linares, los Tigres Del Norte, Los Invasores de Nuevo León, Carlos y José, Grupo Pesado, Intocable, Los Huracanes Del Norte, los Cardenales de Nuevo León, Grupo Duelo y Los Tucanes de Tijuana. Su repertorio posee formas musicales cantadas e instrumentales que provienen tanto de la tradición musical mexicana (canción ranchera, corrido, bolero ranchero, huapango) como de la europea del siglo XIX (polca, chotis, redova) y colombiana como es la cumbia. Aunque originaria de áreas rurales del noreste de México, la música norteña es hoy sumamente popular tanto en áreas urbanas como rurales.
El huapango es un género musical mexicano basado en compás ternario, interpretado en diversas formas, las más conocidas son tres variantes: el huapango típico o son huasteco, interpretado por el trío huasteco; el huapango norteño, interpretado por conjunto norteño y el huapango de mariachi.
La palabra huapango parece ser derivada del vocablo náhuatl 'cuauhpanco', de cuahuitl, leño de madera o árbol,pan y co, ambos sufijos locativos que hacen de la primera palabra un locativo. Es decir, en síntesis sobre el tablado o sobre la tarima. Jarana huasteca. También se conoce con el término son huasteco. En un principio existía la diferenciación entre los términos, siendo los huapangos las canciones con letra fija y los sones huastecos las piezas para trovar, para echar versos. Se toca en las regiones de Veracruz, San Luis Potosí, Hidalgo, Tamaulipas, Puebla, Guanajuato y Querétaro.
La música de marimba es la música interpretada ya sea por una, dos o más personas (un ejecutante en el área de sonidos graves o bajos) o por una orquesta de marimbas, a la que se agrega bajo eléctrico o contrabajo, batería y un instrumento de aliento. Su repertorio tradicional es de sones y canciones del sureste, además de otras formas musicales típicas del país.
En Chiapas la música de Marimba es muy versátil, es tal el gusto por este instrumento musical en Chiapas, que es en este estado donde se ha perfeccionado la marimba. En Chiapas se interpreta en Marimba, Zapateados, Sones Chiapanecos, Valses, Paso Doble, Música Clásica, Música Clásica contemporánea, Música Ranchera, Música Norteña, etc.
El Son Jarocho es la expresión musical propia de la cultura jarocha (parte de los estados de Oaxaca, Tabasco y Veracruz). Se practica esencialmente en la fiesta tradicional de los jarochos llamada fandango jarocho, donde se combina con la danza zapateada y la poesía cantada. Esta expresión artística también es ampliamente practicada por ejecutantes que no son de origen jarocho. La música tiene un ritmo armónico, generalmente sesquiáltero, con síncopas y contratiempos, la lírica tiene coplas cambiantes llamadas "versos" y la danza se basa en el zapateado con algún carácter similar en algunas regiones de México. 
Lista de formas musicales folclóricas:
| Canto cardenche Canción istmeña Canción ranchera Chilena Chotís Corrido (México) Despedida Danzón | Fandango mixteco Gusto Huapango arribeño Huapango típico Huapango de mariachi Huapango norteño Jarabe tapatío Jarana yucateca | Palomo (música mexicana) Picota Pirekua Polka mexicana Ranchera Redova Son abajeño Son arribeño Son de artesa Son afromestizo de Costa Chica | Son huasteco Son istmeño Son jarocho Son mixteco Son calentano Son de tamborileros Trova suriana Trova yucateca Valona Vals mexicano |

## Danzas folclóricas
Los cantos y la alabanza de los dioses, héroes y mandatarios fueron la principal manifestación de la música entre los primitivos pobladores de México; aunque los cantos a los héroes no eran sino en alabanza de los dioses, dándoles gracias por las victorias obtenidas por aquellos, pidiéndoles los siguiera favoreciendo con sus dones para gloria de su pueblo, por lo que podemos decir que la música era casi exclusivamente religiosa.
Unidos a los cantos casi siempre a ceremonias místicas, no lo eran menos que las danzas, una variedad pintoresca, que aun en la actualidad, habiéndose perdido la inmensa mayoría y modificándose muchas de las restantes por la influencia que impulsó la religión católica, sobreviven muchas de ellas.
Danza del venado
Los primeros historiadores de México, sobre todo los religiosos veían en aquellos cantos y danzas obras del demonio, expresándose con un candor pueril, en tono místico, muy propio del tiempo. Los cantos y danzas se acomodaban a todas las circunstancias. La había regocijadas y alegres, así como monótonas y tristes.
La danza en las sociedades indígenas se encuentran estrechamente vinculadas al ritual de la música; en torno a cada danza existe algún suceso de tipo comunitario, del ciclo de vida o de carácter incidental. A su vez, un alto porcentaje de la música indígena se encuentra vinculado a la danza. La música de una danza puede considerarse desde varios puntos de vista: existen las que cuentan con música propia y las que se realizan mediante composiciones que no le son exclusivas; algunas danzas se practican de acuerdo con un número definido de melodías y otras lo hacen sin sujetarse a una cantidad determinada de piezas.
La danza nahua Aztecatzitzin presenta cuatro partes: las "mañanitas" a la Virgen, los "Cantos de ofrecimiento", los "Sones de marchas" y los "Sones de bailes y brincos"; así mientras que la primera parte es constantes, los cantos y los dos tipos de sones cambian en número de una ejecución a otra. Entre los yumanos existen varios ciclos de cantos; uno de ellos consta de cinco cantos realizados en estricta secuencia, desde que se pone el Sol hasta la mañana siguiente. El simple número de melodías para las danzas es muy variado: la danza huave del Pez espada comprende cinco piezas, la popoluca del Tigre,ocho; la zapoteca de Negros colmilludos, 10; la nahua deTocotines, 14; la chatina de Espadas , 15; la nahua del Tecuàn, ocho piezas de la travesía y 14 de la Toreada, totonaca de Negritos, no menos de 32; la amuzgo de la Conquista, más de 50, etc.
La música folclórica es una necesidad espiritual de una comunidad determinada, esta pudo ser compuesta por una persona, la música folklórica no sufre efectos por las modas ya que esta música interpreta el sentir de un pueblo y hace que permanezca y se identifiquen con el espíritu del pueblo.
La música folklórica mexicana es una mezcla de diferentes tradiciones como las europeas americana y africana, además que el estilo se determina dependiendo de la ubicación geográfica de donde provenga. Se ejecutan con varios tipos de instrumentos musicales, la música ha estado presente en todas las épocas de la historia mexicana así como también México ha conservado un espacio singular en cuanto a las representaciones sonoras, cantando o tocando instrumentos, la música ayuda a crear una identidad para expresarte como sociedad o pueblo además de ser un componente fundamental en la vida de los mexicanos.
Una danza folclórica fija es coreografía tradicional ejecutada en una pieza musical específica.
Ejemplos:
- Son del perdón
- Son de la cruceta

## Ensambles musicales mexicanos y sus instrumentos

### Ensambles tradicionales e instrumentos
| Ensamble                  | Cordófonos                                                     | Aerófonos                                              | Membranófonos                | Idiófonos                    |
| Mariachi                  | guitarra, vihuela mexicana, guitarrón, arpa, violín            | trompeta, acordeón                                     | -                            | -                            |
| Banda                     | -                                                              | tuba, saxor, trombón, trompeta, clarinete,             | tambora, tarola              | platillos                    |
| Salterio                  | salterio, guitarra                                             | -                                                      | -                            | -                            |
| Duetos de guitarra        | guitarra, requinto                                             | -                                                      | -                            | -                            |
| Chile frito               | -                                                              | trompeta, trombón, saxofón                             | bombo, tarola                | -                            |
| Conjunto michoacano       | guitarra sexta, vihuela mexicana, tololoche, violín, violín    | acordeón, saxofón                                      | batería, tarola              | redoba                       |
| Conjunto norteño          | bajo sexto, contrabajo, bajo,                                  | acordeón, saxofón                                      | batería, tarola              | redoba                       |
| Conjunto jarocho          | requinto jarocho, jarana jarocha, arpa                         | -                                                      | pandero octagonal            | marimba, quijada, güiro      |
| Conjunto huasteco         | guitarra huapanguera, jarana huasteca, violín                  | -                                                      | -                            | -                            |
| Marimba orquesta          | contrabajo                                                     | saxofón o en algunas ocasiones trompeta                | batería                      | marimba, güiro               |
| Conjunto calentano        | guitarra sexta, guitarra panzona o vihuela, violín, contrabajo | -                                                      | tamborita                    | -                            |
| Conjunto de arpa grande   | arpa, guitarra sexta, vihuela mexicana, contrabajo, violín     | -                                                      | -                            | -                            |
| Jarana yucateca           | Contrabajo o bajo eléctrico                                    | saxofón (Alto y Tenor), trompetas, trombón, clarinetes | timbal, bombo                | güiro                        |
| Conjunto de son de tarima | vihuela, guitarra                                              | -                                                      | -                            | cajón de tapeo               |
| Conjunto mixteco          | guitarra, bajo quinto, violín                                  | -                                                      | -                            | cántaro                      |
| Trío romántico            | guitarra, requinto, vihuela                                    | -                                                      | bongos                       | maracas                      |
| Tamborileros de Tabasco   | -                                                              | flauta de tres hoyos                                   | tambores de diversos tamaños | -                            |
| Orquesta típica           | bandolón, guitar, salterio, violín                             | clarinete                                              | tambor                       | -                            |
| Flauta y Tamboril         | -                                                              | flauta de carrizo                                      | tambor                       | -                            |
| Chirimía                  | -                                                              | chirimía                                               | tambor tubular               | -                            |
| Conjunto de Costa Chica   | -                                                              | armónica                                               | bote                         | quijada                      |
| Tambora y clarinete       | -                                                              | clarinete                                              | tambora                      | -                            |
| Costeño                   | Violín                                                         | Saxofón soprano,tenor,alto;trompeta                    | Batería,Tarola y Bombo.      | Güiro                        |
| Violín y tambora          | violín                                                         | -                                                      | tambora                      | -                            |
| Grupo vocal cardenche     | -                                                              | -                                                      | -                            | -                            |
| Trova suriana             | bajo quinto, guitarra, vocal segundero                         | -                                                      | -                            | -                            |
| Prehispánico              | -                                                              | ocarina, caracol, flauta de tres hoyos                 | huehuetl, tambor de u, kayum | teponaztli, ayoyotes, sonaja |

## El cuerpo humano y otros instrumentos sonoros

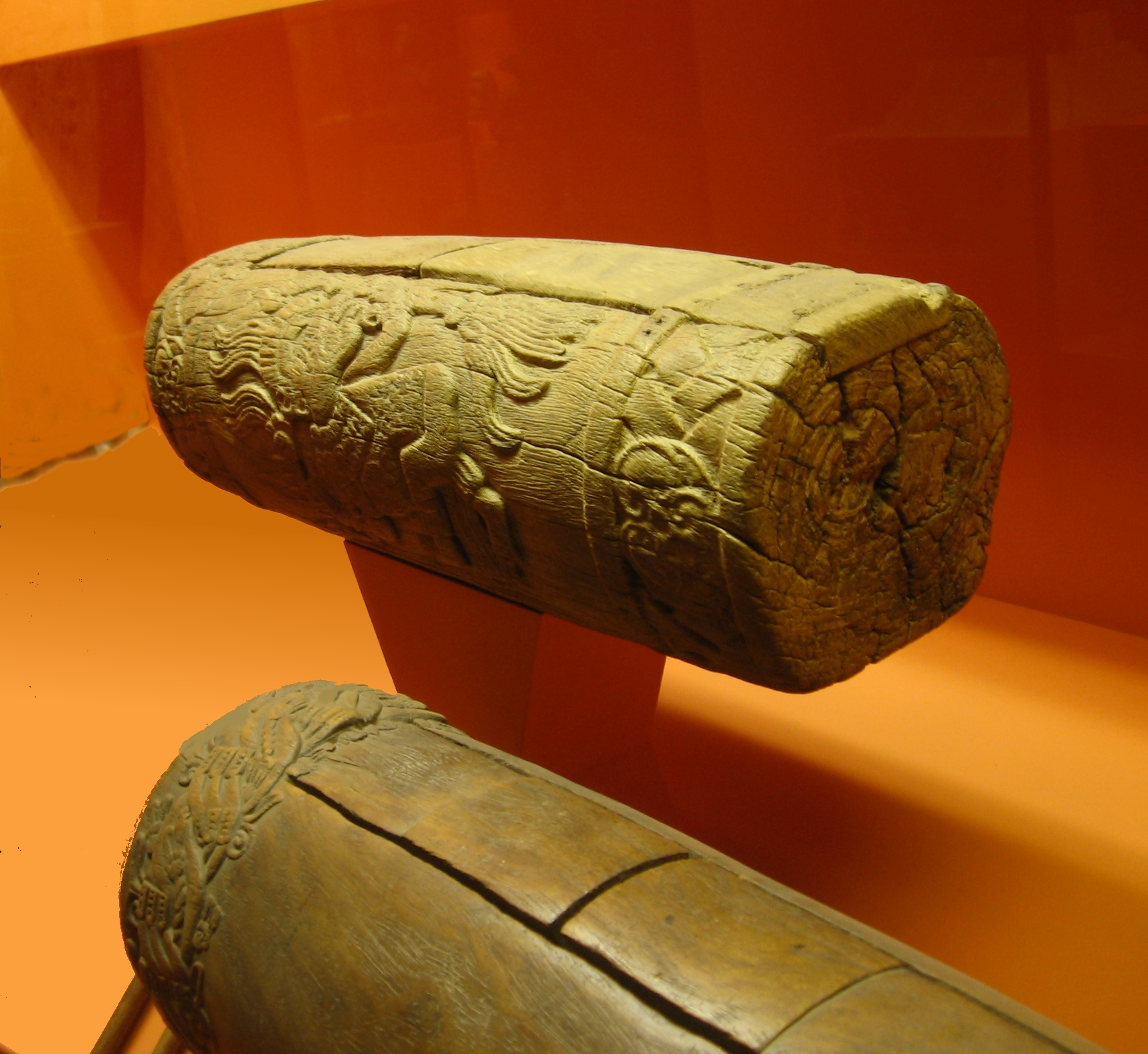
Teponaztli.

La voz humana es un instrumento omnipresente en la producción de sonidos artísticamente pautados entre los pueblos de México, aunque con menos porcentaje de ocurrencia. Algo similar puede decirse de los pies, no así de las manos, que más que sonar por sí mismas se utilizan en la ejecución de instrumentos. A su vez, todas las sociedades cuentan con distintos instrumentos que pueden ser de origen americano, como el instrumento de percusión conocido más por sus nombres náhuatl, teponaztli y maya, tunkul ; bien de procedencia europea, como la guitarra, o de ascendencia africana, como la marimba. Ninguno de los pueblos indígenas emplea las docenas de instrumentos existentes, al mismo tiempo que la distribución de cada uno de ellos es muy desigual.
De la gran cantidad de aspectos organólico y de uso de los instrumentos nos concentramos a referir solo algunos casos selectos, como la práctica kiliwa o paipái de afinar sus sonajas por medio de pequeños orificios. El instrumental yaqui-mayo de la Danza del venado requiere de la elaboración de los sartales de capullos de mariposa secos rellenos con piedrecillas del hormigueo, un bule puesto boca abajo en una bandeja con agua y percutido con un mazo cubierto de hojas de maíz, así como raspadores apoyados en bules resonantes puestos boca abajo sobre la tierra.
Figuran también los elementos de madera sobre los que se zapatea, como la tabla seri o la tarima cora; o la existencia entre los pames de flautas de mirlitón, cuya membrana vibrante está hecha de cierta tela de araña; los tambores de barro de los lacandones o el tambor kikapu que lleva agua por dentro; el arco musical de los mitotes coras y tepehuanos, entre muchos casos más.

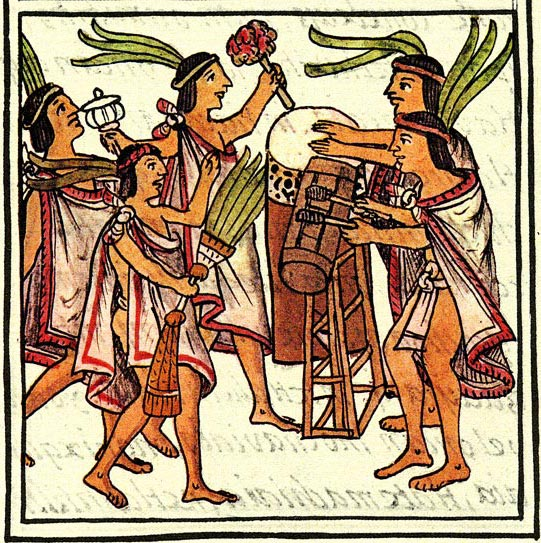

Otro aspecto importante de los instrumentos musicales es la iconografía que en ocasiones estos presentan, así como el simbolismo al que algunos de ellos están asociados. En primera instancia se encuentran las sonajas adornadas con plumas o pintadas, espejos adosados a los brazos del arpa y tiracuerdas de contornos ondulares de las guitarras. Por otro lado, los instrumentos musicales son fuerzas o seres animados o simplemente representaciones de algo, entre otras cosas. Así los yumanos utilizan sonajas elaboradas con pequeños carapachos de tortuga, cuyas líneas representan mapas del mundo, Para los otomíes el sacudimiento de sonajas es una invocación a las nubes, y un llamado al trueno y la lluvia; los mazahuas también llaman a la lluvia con danzas, en las cuales se golpean en el piso bastones con cascabeles. En varias sociedades indígenas los instrumentos musicales tienen alma: los tlahuicas, del Estado de México, custodian en su iglesia un antiquísimo teponaztli, que se han llegado a fugar para unirse a s u madre, que se encuentra en Morelos; los huastecos le dan sepultura a sonajas, jaranas y demás instrumentos que se van rompiendo; y los totonacos les dan de beber aguardiente a violines y guitarra antes de usarlos. Los instrumentos musicales también llegan a encarnar ciertas dualidades, como los tambores "hembra" (de dimensiones mayores) y "macho" (de dimensiones pequeñas) del conjunto tabasqueño chontal de los Tamborileros, Algunos de ellos existen en dos formas de empleo complementario, como en una sociedad huichol que todo el año utiliza el canari (especie de guitarra de pequeñas proporciones) y solo durante la Semana Santa emplean su contraparte: una matraca en forma de guitarra.
Finalmente, en varios de los pueblos indígenas consideran los instrumentos musicales como los genuinos emisores de los sonidos perfectos, de origen divino.

## Música fúnebre mixe
En varios lugares y momentos la música está invariablemente ligada a la vida de los mixes, en las alegrías como en las tristezas, tanto en los actos cívicos, sociales y religioso, como en momentos colectivos y familiares; por lo tanto existen diversas formas de expresión musical acorde con los momentos por los que pasa la gente del pueblo mixe. La música con que se acompaña a las personas de este pueblo e su última morada son marchas de ritmo y compás lento que se reflejan al pesar que tienen los familiares y amigos por la muerte que llega a determinada casa.
Así las marchas fúnebres las interpreta la banda del pueblo en la casa del difunto y en el trayecto hacia su última morada. Se le escucha con respeto, y aunque por lo regular está asociada con la tristeza, también significa un gran aliento escucharla en la casa en donde se recibe el duelo, porque se sabe que no se está solo en los momentos difíciles por lo que pasa la familia.
Al día siguiente, poco antes de partir, la banda llega nuevamente a la casa a despedir al difunto, posteriormente es acompañado a la iglesia de su credo y de esta al panteón. Para la banda no hay religión en esos momentos, y básicamente su presencia depende de la decisión de los familiares.
Normalmente suelen escucharse las siguientes obras:
- Adiós para siempre
- Tres Marías
- Eterno descanso
- En paz descansen
- Suspiros del alma
- Marcha hacia la eternidad
- Tus recuerdos
- El último adiós
- Al pie de la cruz
- Con Dios se quedan
- Reposa en tu féretro
- Último viaje